# Wieża kwiatowa

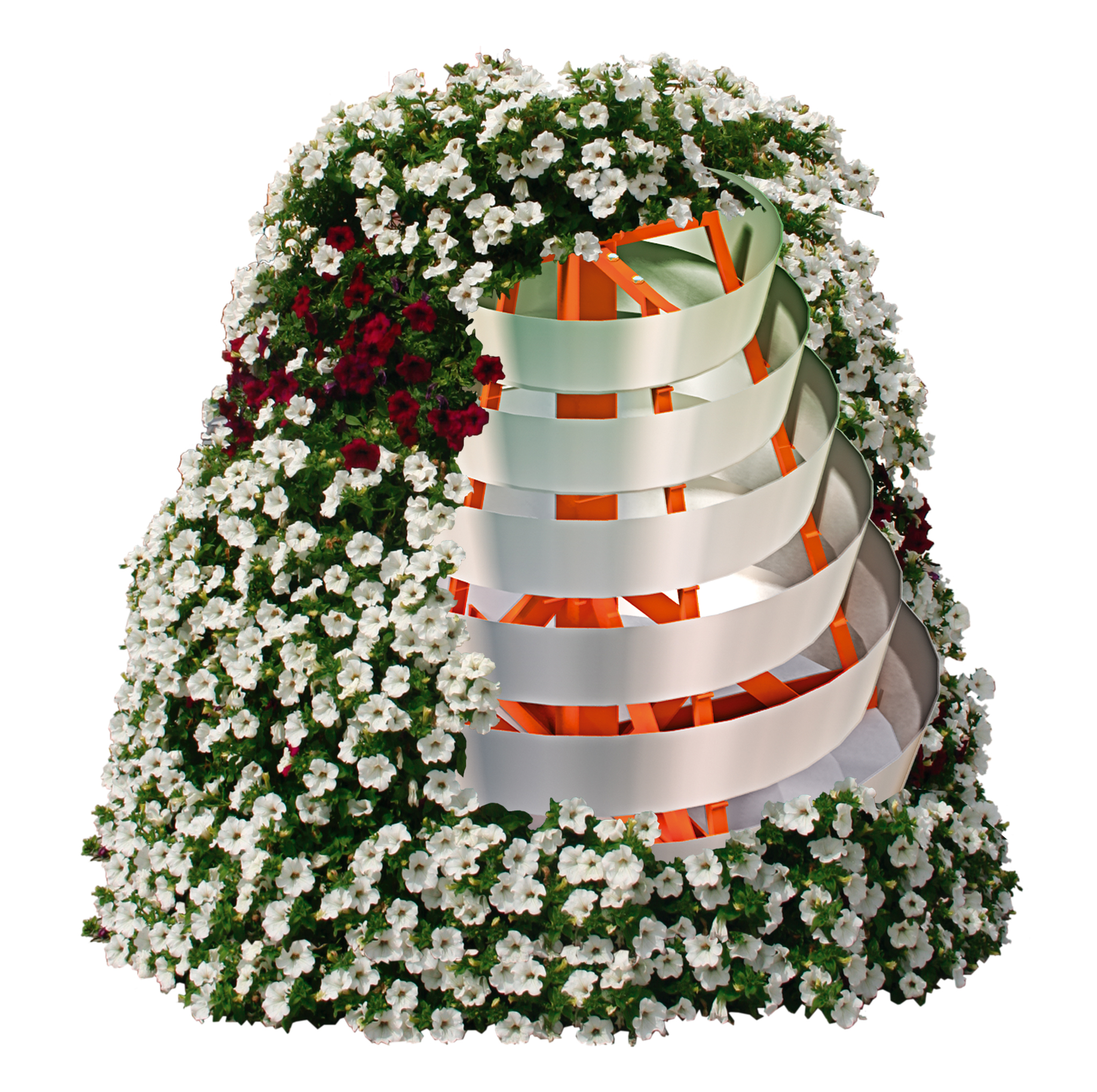
Wieża kwiatowa Terra Group

Wieża kwiatowa (pion kwiatowy) – obok rzeźb kwiatowych rodzaj kwietnika przestrzennego, złożony z kilku pierścieni ułożonych kaskadowo. Podstawę wieży stanowią pierścienie o największej średnicy, które zwężają się ku górze i opierają o metalowy, trapezowy maszt. Poszczególne pierścieniowe warstwy kwietnika nie posiadają dna. Dzięki temu system korzeniowy nasadzanych kwiatów – w przeciwieństwie do gazonów, donic czy mis – ma nieskrępowane warunki wzrostu.
Wieża kwiatowa może być wykonana z różnych tworzyw, m.in. z plastiku, laminatu lub blachy ogniowo cynkowanej, która odznacza się największą wytrzymałością na działalność czynników atmosferycznych oraz odkształcanie. 

## Rodzaje
- Wiszące - zawieszane przede wszystkim na latarniach miejskich, słupach, kolumnach. Składają się zwykle z trzech pierścieni.
- Stojące - ustawiane przede wszystkim na utwardzonych powierzchniach lub terenach zadarnionych. Składają się z różnej ilości pierścieni w zależności od pożądanej wielkości kwietnika.Wiszące wieże kwiatowe w Pabianicach

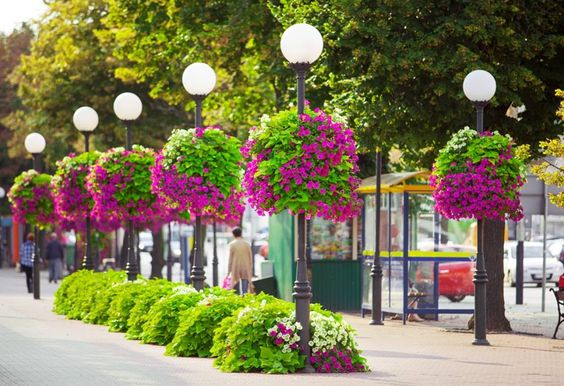
Wiszące wieże kwiatowe w Pabianicach

## Zastosowanie

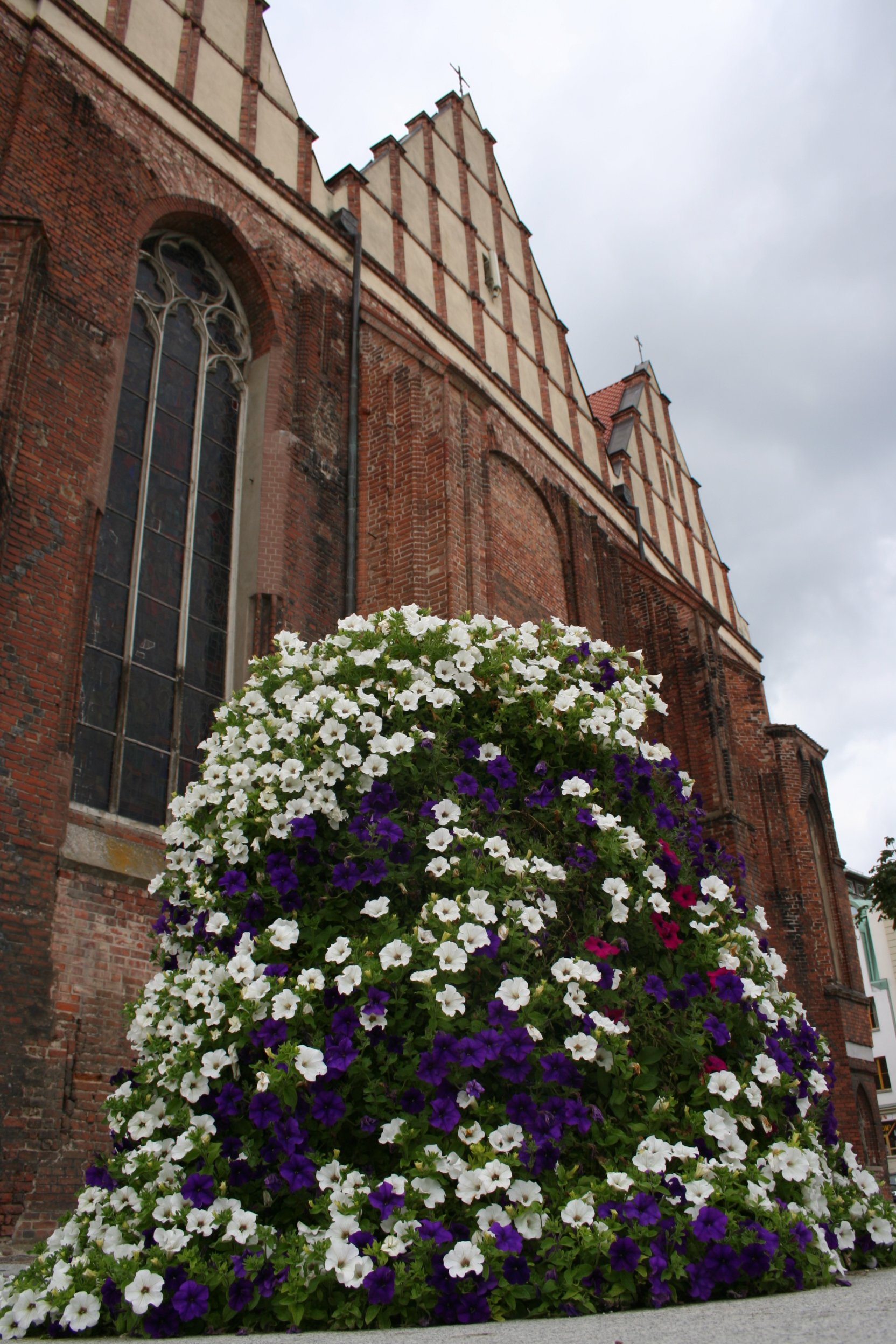
Wieża kwiatowa Terra Group w Elblągu

Wieża kwiatowa pozwala zaaranżować miejsca trudne kompozycyjnie, takie jak duże powierzchnie asfaltu, betonu, powierzchnie pokryte kostką brukową i inne.
Możliwe do zastosowania na zewnątrz (ciągi piesze, strefy wejściowe, miejsca reprezentacyjne itp.) lub też wewnątrz obiektów.
Wieża kwiatowa daje nieograniczone możliwości w doborze gatunków roślin, ich barwy, zapachu, wymagań siedliskowych itd. Są to najczęściej gatunki o pędach przewieszających się, gdyż wtedy konstrukcja pionu złożona z piętrowo zamieszczonych pierścieni metalowych zostanie osłonięta przez rośliny.
Ostateczny design wieży zależy od sposobu okwiecenia oraz pielęgnacji roślin. Obecnie wieże kwiatowe wypierają stosowane coraz rzadziej pojemniki betonowe.

## Budowa
Dzięki kaskadowej budowie nasadzone w kwietniku rośliny mają dostęp do wody. Ryzyko gnicia zminimalizowano poprzez zastosowanie specjalnych otworów przelewowych.
Kaskadowa budowa wiszącego kwietnika sprawia, że nasadzone w nim rośliny z czasem formują barwną kopułę. Innowacyjna konstrukcja to również ułatwiony dostęp wody, składników odżywczych, tlenu i swobodny rozrost korzeni.